# La Muerta
La Muerta è un sito archeologico della civiltà Maya situato nella regione del bacino di Petén in Guatemala, tra le rovine di El Mirador e di El Tintal.Si trova su un promontorio a 3,5 km a sud del complesso El Tigre del Mirador. La era abitata durante il Periodo Classico iniziale e tardo. Le rovine sono state razziate da cercatori di oggetti preziosi.
Il nome originale della città è sconosciuto; l'attuale nome viene da un campo di raccoglitori di caucciù, che significa "la morta" in spagnolo.
La Muerta venne ispezionata dall'archeologo Richard D. Hansen negli anni 80. Alcuni degli ornamenti alla cima della strutture sono in buone condizioni. Il sito è diviso in un Gruppo Nord e un Gruppo Sud, a una distanza di circa 400 metri l'uno dall'altro. Undici aree residenziali sono state identificate all'interno dei due gruppi.

## Strutture
La Struttura A1 è un tempio con una scalinata. la costruzione misura 11,5 metri per 8,6; ed è alta 9,4 metri. I muri sono in calcare. La struttura è stata danneggiata da dei saccheggiatori. Durante le ispezioni archeologiche è stata trovata una faccia scolpita nello stucco.
La Struttura A2 è una piramide situata a ovest della struttura A1 ed è stata danneggiata dall'erosione naturale e dall'opera di saccheggio. La struttura possiede sei stanze con archi di diverse dimensioni e pavimenti in stucco. I muri mostrano tracce di pittura rossa. La costruzione ha scalinate sui lati nord e sud, affiancata da maschere scolpite in cattivo stato di conservazione. All'interno sono stati trovati pezzi di ceramica datati al periodo Classico Iniziale e Tardo.
La Struttura 2 di La Muerta possiede un labirinto sotterraneo su due piani.

## Monumenti
Il Monumento 1 è una stele scolpita trovata nel Gruppo Nord. Era in un cattivo stato di conservazione, essendo stata erosa e rotta in 900 frammenti. La stele mostrava l'immagine di una testa di profilo con una maschera, e sotto di essa la rappresentazione di una testa di mostro con denti. Era presente anche una colonna con almeno sei simboli geroglifici. Si crede che la figura principale fosse una divinità.
La Stela 2 è un monumento isolato situato a circa 100 metri a nord del percorso che conduce a El Mirador. È una stele in calcare alta 2,9 metri, e divisa in due parti uguali da una incavatura.